# Pumla Kisosonkole
Pumla Kisosonkole (1911 - 1997) foi uma política e ativista ugandesa em organizações de mulheres.

## Biografia
Pumla Ellen Ngozwana nasceu na África do Sul em 1911 de pais que eram ministros da igreja metodista. Recebeu educação em escolas missionárias e frequentou a Universidade de Fort Hare em Alice, Eastern Cape. Viajou para Londres, promovendo sua formação no Instituto de Educação. Ela então escreveu o panfleto "Educação como eu vi na Inglaterra".
Casou-se com o ugandense Christopher Kisosonkole em 1939. Eles se mudaram para Uganda, onde Pumla se envolveu na política. Ela passou oito anos como oficial sênior de desenvolvimento comunitário e lecionou no King's College Budo. Em 1956 ela foi nomeada para o Conselho Legislativo de Uganda (LEGCO) do Governo Protetorado. Ela foi a primeira mulher africana a entrar no conselho legislativo.
Serviu como representante na legislatura durante a transição do Uganda de uma colônia britânica para a independência. Ela iniciou um período de quatro anos como presidente do Conselho de Mulheres de Uganda em 1957 (ela foi a primeira africana a servir nesse papel). De 1959 a 1962, ela foi presidente do Conselho Internacional das Mulheres. O primeiro-ministro Milton Obote nomeou-a para a delegação de Uganda para as Nações Unidas em 1963. Na década de 1960, ela também era especialista em literatura junto à Unesco.